# Ferme éolienne de Tehachapi Pass
La Ferme éolienne de Tehachapi Pass est située dans le Comté de Kern en Californie.
Le développement éolien dans le col de Tehachapi a commencé au début des années 1980. La zone abrite une multitude de parcs éoliens, incluant une zone ayant le plus grand potentiel éolien de la Californie. La zone est en cours de modernisation. La région abrite des éoliennes de multiples générations différentes, y compris les éoliennes à pales uniques et doubles, ainsi que des plus modernes à trois pales à axe horizontal. Les turbines d'ancienne génération génèrent des kilowatts, alors que les éoliennes modernes ont une puissance pouvant aller jusqu'à 3 mégawatts. La zone de Tehachapi est un exportateur net d'électricité vers d'autres parties de l'état de Californie. Un projet de l'État pour améliorer l'évacuation de l'énergie de Tehachapi (Tehachapi Renewable Transmission Project) a commencé en 2008 et devrait être achevé d'ici 2012. Cela a ouvert la porte à une poursuite du développement de l'énergie éolienne et des projets régionaux sont attendus pour utiliser cette capacité. Un emplacement idéal pour l'observation des éoliennes est la State Route 58 et la route reliant Tehachapi à Willow Springs.
Un promoteur de la poursuite du développement de l'énergie éolienne régionale est la Southern California Edison qui a passé des contrats d'achat d'électricité pour un maximum de 1 500 MW d'électricité produite à partir de nouveaux projets qui seront construits dans la région Tehachapi. Le contrat de 2006, qui fait plus que doubler le portefeuille éolienne de la Southern California Edison, prévoit plus de 130 km2 de parcs éoliens dans la région de Tehachapi, ce qui représente le triple de la taille des fermes éoliennes existantes des États-Unis.
D'autres lieux de production éolienne sont célèbres en Californie, notamment le parc éolien d'Altamont Pass et la ferme éolienne de San Gorgonio, près de Palm Springs.

## Dans la culture populaire
- Le parc éolien apparaît dans le jeu vidéo Grand Theft Auto 5 sous le nom de RON Alternates Wind Farm.